# Resavica (wieś)
Resavica (selo) (cyr. Ресавица (село)) – wieś w Serbii, w okręgu pomorawskim, w gminie Despotovac. W 2011 roku liczyła 132 mieszkańców.